# Canterbury Tales
The Canterbury Tales oder die Canterbury Tales (mittelenglisch Tales of Caunterbury) sind Erzählungen aus dem 14. Jahrhundert, die von Geoffrey Chaucer von ungefähr 1387 an geschrieben wurden. Zwei von ihnen sind in Prosa, die übrigen in Versen verfasst. Die Sprache ist das Mittelenglische, die Volkssprache jener Zeit.

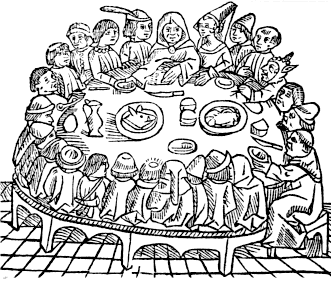
Canterbury Tales, Holzschnitt von 1484 (aus William Caxtons 2. Ausgabe der Canterbury-Erzählungen)

Die Erzählungen, von denen nicht alle als Original gelten, sind in eine Rahmenhandlung eingebunden, die von einer Pilgergruppe auf ihrem Weg von Southwark, einem damaligen Vorort und heutigen Stadtteil von London, nach Canterbury handelt. In Canterbury wollen die Pilger das Grabmal von Thomas Becket in der Kathedrale von Canterbury besichtigen. Der Wirt Harry des Tabard Inn schlägt den dreißig Pilgern vor, auf dem Hin- und Rückweg je zwei Geschichten zu erzählen, und verspricht dem besten Erzähler als Preis eine Gratismahlzeit.
Die Themen der Erzählungen variieren, handeln von der höfischen Liebe, von Verrat und Habsucht. Die Genres variieren ebenso, es gibt Romanzen, bretonische Lai (kurze rhythmische Erzählungen), Predigten und Fabeln. Die im Prolog eingeführten Figuren erzählen Geschichten von höchster kultureller Relevanz.
Das Werk gilt als eines der bedeutendsten der mittelenglischen Periode und wird in englischsprachigen Ländern zum Teil noch immer im Schulunterricht gelesen. Auch im Rahmen von Anglistik-Studiengängen wird es im deutschsprachigen Raum teilweise gelesen.

## Die Erzählungen im Einzelnen

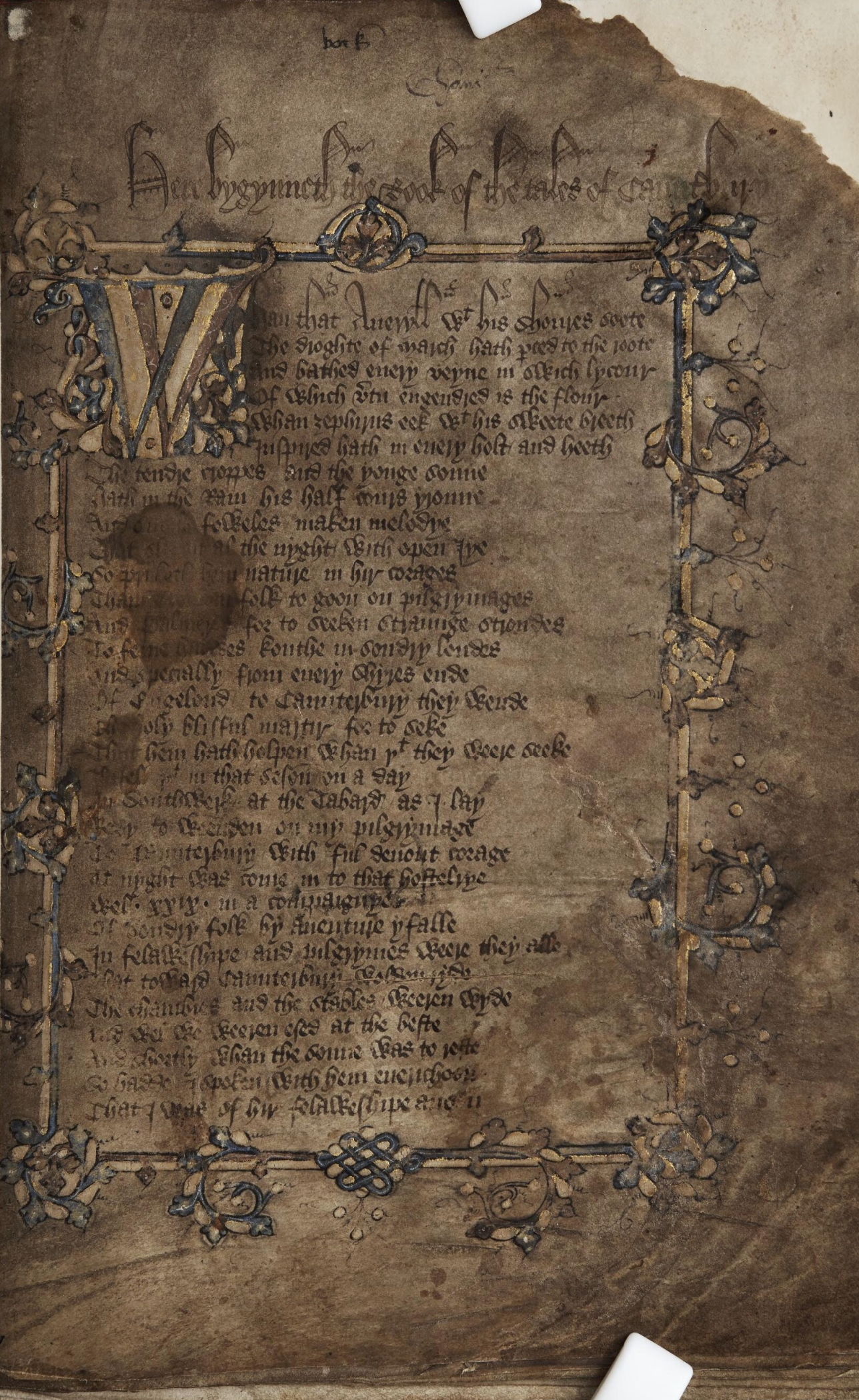
Titelseite der Canterbury Tales, Ausgabe um 1400

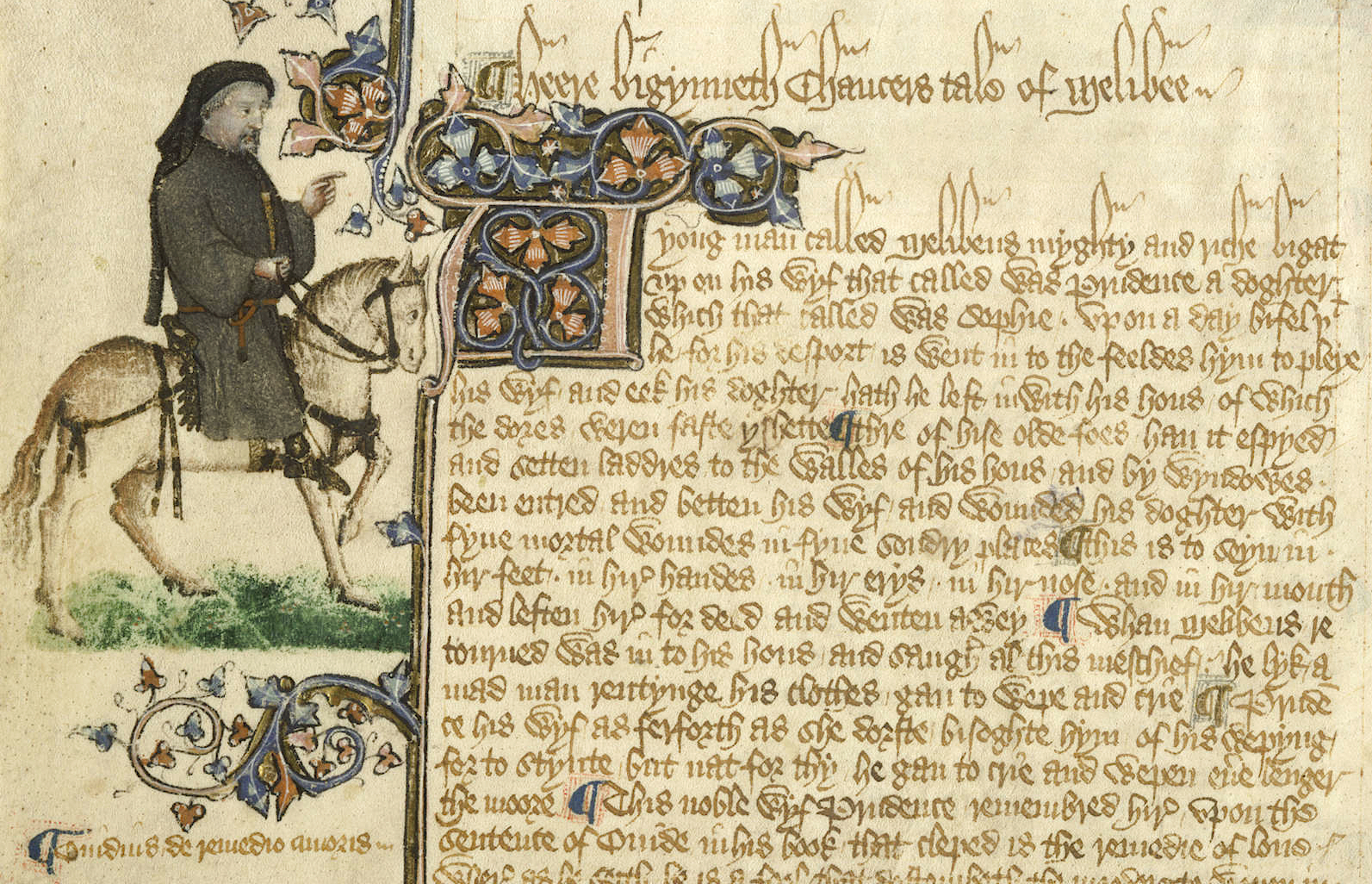
Porträt Chaucers als Canterbury-Pilger im neuen Ellesmere-Manuskript der Canterbury Tales

Die Erzählungen sind wie folgt, nach der Ellesmere-Ordnung gegliedert:
I. Fragment Gruppe A
- The General Prologue to the Canterbury Tales ‚Der allgemeine Prolog zu den Canterbury-Erzählungen‘
- The Knight’s Tale ‚Die Erzählung des Ritters‘
- The Miller’s Prologue and Tale ‚Prolog und Erzählung des Müllers‘
- The Reeve’s Prologue and Tale ‚Prolog und Erzählung des Landvogts‘
- The Cook’s Prologue and Tale ‚Prolog und Erzählung des Kochs‘

II. Fragment Gruppe B1
- The Man of Law’s Introduction, Prologue and Tale ‚Einführung, Prolog und Erzählung des Rechtsanwalts‘

III. Fragment Gruppe D
- The Wife of Bath’s Prologue and Tale ‚Prolog und Erzählung der Frau aus Bath‘
- The Friar’s Prologue and Tale ‚Prolog und Erzählung des Ordensbruders‘
- The Summoner’s Prologue and Tale ‚Prolog und Erzählung des Kirchenbüttels‘

IV. Fragment Gruppe E
- The Clerk’s Prologue and Tale ‚Prolog und Erzählung des Scholaren‘
- The Merchant’s Prologue and Tale ‚Prolog und Erzählung des Kaufmanns‘

V. Fragment Gruppe F
- The Squire’s Introduction and Tale ‚Einführung und Erzählung des Knappen‘
- The Franklin’s Prologue and Tale ‚Prolog und Erzählung des Gutsbesitzers‘

VI. Fragment Gruppe C
- The Physician’s Tale ‚Die Erzählung des Arztes‘[6][7]
- The Pardoner’s Introduction, Prologue and Tale ‚Einführung, Prolog und Erzählung des Ablasskrämers‘

VII. Fragment Gruppe B2
- The Shipman’s Tale and Epilogue ‚Erzählung und Epilog des Schiffsherrn‘
- The Prioress’s Prologue and Tale ‚Prolog und Erzählung der Priorin‘
- The Prologue, Tale and Epilogue of Sir Topas ‚Prolog, Erzählung und Epilog über Sir Topas‘
- The Tale of Melibee ‚Die Erzählung über Melibeus‘
- The Monk’s Prologue and Tale ‚Prolog und Erzählung des Mönchs‘
- The Nun’s Priest’s Prologue, Tale and Epilogue ‚Prolog, Erzählung und Epilog des Nonnenpriesters‘

VIII. Fragment  Gruppe G
- The Second Nun’s Prologue and Tale ‚Prolog und Erzählung der zweiten Nonne‘
- The Canon’s Yeoman’s Prologue and Tale ‚Prolog und Erzählung des Dienstmannes des Stiftsherrn‘

IX. Fragment Gruppe H
- The Manciple’s Prologue and Tale ‚Prolog und Erzählung des Verwalters‘

X. Fragment Gruppe I
- The Parson’s Prologue and Tale ‚Prolog und Erzählung des Pfarrers‘
- Chaucer’s Retraction ‚Chaucers Widerruf‘

Einige dieser Erzählungen sind humorvoll, andere ernsthaft, alle aber sind sehr präzise in der Beschreibung der menschlichen Natur. Missbrauch der Religion ist ein Hauptthema. Ein anderes wichtiges Element der Erzählungen ist ihr Fokus auf die dreiteilige Ständeordnung: Adel, Klerus, Bauern. Das Werk ist nicht vollständig, es waren ursprünglich 120 Erzählungen beabsichtigt, vier pro Teilnehmer, doch bei Chaucers Tod waren erst 21 beendet.
Der wohl größte Beitrag dieses Werks zur englischen Literatur ist der Gebrauch der Volkssprache statt des Französischen (Anglonormannischen) oder Lateinischen, die üblicherweise für literarische Arbeiten benutzt wurden. Die Struktur der Canterbury Tales findet sich in anderen zeitgenössischen Werken wieder, zum Beispiel in Boccaccios Decamerone, das als eine von Chaucers Hauptquellen gilt.
Druck- und Kunstgeschichte schrieb die Edition des Graphikers und Pioniers des Jugendstils, William Morris, die in seiner 1891 gegründeten Kelmscott Press erschien. Dort entstanden nach den Massenprodukten des 19. Jahrhunderts wieder handwerklich gefertigte und reich illustrierte bibliophile Werke.

## Verfilmung
- 1972: Pasolinis tolldreiste Geschichten (I racconti di Canterbury). Regie: Pier Paolo Pasolini

## Werkausgaben (Auswahl)
- The Canterbury Tales. London 1526.
- The Riverside Chaucer. Herausgegeben von Larry D. Benson. Oxford Univ. Press, Oxford 1988, ISBN 0-19-282109-1.
- Canterbury Tales. Mit einer Einführung, Anmerkungen und einem Glossar von John Matthews Manly, London/Kalkutta/Sydney [1928].
- Geoffrey Chaucer: Canterbury-Erzählungen. Rütten & Loening, Berlin, 1963. Herausgeber und Vorwort: Martin Lehnert; Illustrationen: Werner Klemke
- The Hengwrt Chaucer digital facsimile. Herausgegeben von Estelle Stubbs. Scholarly Digital Editions, Leicester 2000, ISBN 0-9539610-0-1.
- Caxton’s Canterbury Tales: The British Library Copies on CD-ROM. Herausgegeben von Barbara Bordalejo. Scholarly Digital Editions, Leicester 2003, ISBN 1-904628-02-8 bzw. ISBN 1-904628-03-6 (unterschiedliche Lizenzierung).4
- Geoffrey Chaucer: Die Canterbury-Erzählungen. Übersetzt von Adolf von Düring. Anaconda Verlag, Köln 2008, ISBN 978-3-86647-217-4.